# Moen (Målselv)
Moen es una localidad y el centro administrativo del municipio de Målselv, en la provincia de Troms, Noruega. Tiene una población estimada, a inicios de 2021, de 324 habitantes.
Está localizado en el valle de Målselvdalen, a unos 10 km al norte de Andselv y del aeropuerto de Bardufoss.
Moen está dividida en por el río Målselva y la ruta europea E6, quedando Olsborg por el norte y Moen en el sur. La mayor parte de las tiendas y escuelas están en Olsborg, mientras que los servicios municipales están en Moen. La iglesia de Målselv está a 5 km al norte.